# Messenien

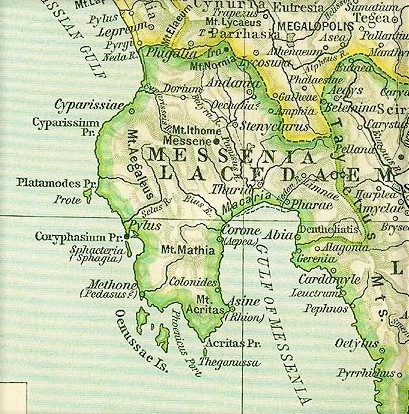
Karte des antiken Messenien

Messenien (altgriechisch Μεσσήνη Messḗnē) ist eine Landschaft in Griechenland, etwa im Gebiet des modernen Regionalbezirks Messenien. Sie war in der Antike ein bedeutender Staat im Südwesten der Peloponnes. Messenien ist vor allem durch Nestor, den mythischen König von Pylos, bekannt. Hauptstadt war ab 369 v. Chr. Messene.

## Geografie
Kern der antiken Landschaft Messenien am Messenischen Golf ist das Flusstal des Pamisos und seiner Zuflüsse, eine Gegend, die früher die Bezeichnung Stenyklaros trug und die den am dichtesten besiedelten Teil Messeniens darstellt. Es handelt sich um eine äußerst fruchtbare Landschaft, wo bis heute Orangen, Zitronen, Mandeln, Feigen und Oliven in großer Menge und guter Qualität angebaut werden. Diese Flussebene ist im Norden durch das Nomian-Gebirge (heute: Tetrási, 1570 m), im Westen durch die Kyparissia-Berge (rund 950 m) begrenzt, während im Osten das Taygetos-Gebirge die Grenze zum Evrotas-Tal bildet, in dem Sparta liegt. Vor der Südwestküste der Peloponnes liegen die Oinussai-Inseln. Messenien hat trotz seiner langen Küstenlinie wenige gute Häfen und spielte daher in der Seefahrtsgeschichte Griechenlands keine große Rolle. Lediglich Pylos im Südwesten hatte eine gewisse Bedeutung. Messenien ist für griechische Verhältnisse eine wasserreiche und zugleich warme, fruchtbare Region.

## Geschichte

### Überlieferungslage
Mehrere Antike Autoren beschäftigten sich mit der Region Messenien in Reiseberichten, Geschichts- und Geographiewerken:
- Thukydides „Geschichte des Peloponnesischen Kriegs“
- Isokrates „Archidamos“
- Xenophon „Hellenika“
- Diodor „Die griechische Weltgeschichte“
- Nikolaos von Damaskus „Weltgeschichte“
- Strabon „Geographie“ (altgriechisch τὰ Γεωγραφικά tá Geôgraphiká)
- Pausanias „Beschreibung Griechenlands“ (altgriechisch Ἑλλάδος Περιήγησις Helládos Periḗgēsis)

### Antike

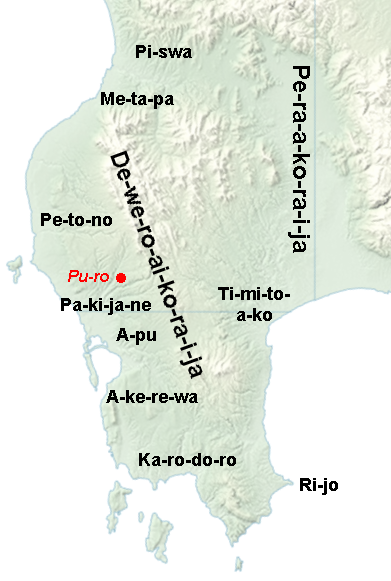
Karte der mykenischen Provinzen, die vom Palast in Pylos verwaltet wurden.

Antike literarische Quellen zum antiken Messenien legen einen Schwerpunkt auf die gewaltsame Eroberung Messeniens durch Sparta in zwei Messenischen Kriegen. Dass Sparta ihr Territorium in vorgeschichtlicher Zeit über die Landschaft Messenien ausdehnte, ist nicht zu bestreiten; Emanuel Zingg verweist jedoch darauf, dass Erzählungen über die Messenischen Kriege und zur Frühgeschichte der Peloponnes auf Projektionen zurückgehen, die Bündnisverhältnisse der 360er-Jahre v. Chr. in die Zeit der Frühgeschichte spiegeln. Diese besondere Quellenlage gilt es zu beachten, wenn antike Quellen nach der Unabhängigkeit Messeniens von Sparta über die Frühgeschichte erzählen.

#### Frühzeit
Nach einigen antiken Quellen zählten u. a. Leleger zu den frühen Bewohnern Messeniens und sollen in die Stadt Andania angelegt haben. Archäologisch lassen sich einige Siedlungsspuren der Frühbronzezeit (Frühhelladikum I und II) zuweisen, z. B. Akovitika. Im Mittelhelladikum (ca. 2000–1700/1600 v. Chr.) erstmals befestigte Siedlungen, von denen Malthi die wichtigste und am besten erforschte ist.

#### Mykenische Periode
Messenien erlebte, während der mykenischen Kultur, die dort recht früh eintrat, eine Blüte. Auch die Zahl der Siedlungen nahm sprunghaft zu. Es bestanden schon gegen Ende des 16. Jahrhunderts v. Chr. enge Kontakte zur Argolis, in welcher, gemeinsam mit Lakonien, die mykenische Kultur ihren Beginn hatte. Kulturell scheint, zumindest in Früh- und Mittelmykenischer Zeit auch Triphylien eng mit Messenien verbunden gewesen zu sein, wie die Funde aus den Tholosgräbern bei Kakovatos belegen, die starke Parallelen zu Funden an mykenischen Orten (z. B. dem sog. „Palast des Nestor“ bei Pylos) haben und ins 15. Jahrhundert v. Chr. datieren.
Spätestens in spätmykenischer Zeit (ab ca. 1400 v. Chr.) war das mykenische Pylos (= Palast des Nestor) das Zentrum eines Reichs, das große Teile der Landschaft Messenien umfasste. Im Palast wurde u. a. ein Archiv mit zahlreichen auf Tontafeln geritzte Linear B-Dokumenten entdeckt, die in der Regel Verwaltungszwecken dienten und denen man viel zur wirtschaftlichen und gesellschaftlichen Struktur der mykenischen Staaten entnehmen kann. Die homerische Überlieferung setzt die Stadt Pylos mit Nestor in Verbindung, der mit 90 Schiffen eine der größten Flotten für den Trojanischen Krieg stellte. Da topographische Angaben, wie „das sandige Pylos“ aber nicht so recht zum mykenischen Pylos passen, wurde das homerische Pylos auch schon an anderen Stellen gesucht. Wilhelm Dörpfeld identifizierte Kakovatos in Triphylien mit dem homerischen Pylos, doch liegt dieser Ort sehr weit nördlich und wurde bereits gegen Ende des 15. Jahrhunderts durch Brand zerstört und anschließend offenbar aufgegeben.
In den homerischen Gedichten, die nach vorherrschender Meinung allerdings eher die Zustände um 700 v. Chr. schildern, wird ferner behauptet, dass das östliche Messenien unter der Herrschaft des Königs Menelaos von Sparta gestanden habe, während das westliche Messenien den Neleiden von Pylos unterstanden habe; nach dem Tod des Menelaos sei dann die Grenze ostwärts bis zum Taygetos vorgeschoben worden (eine Überlieferung, die im Zusammenhang mit späteren spartanischen Ansprüchen auf Messenien Bedeutung erlangte). Auch Methone findet, als Pedasos, in der Heldensage Erwähnung.

#### Dunkle Jahrhunderte
Um 1200 v. Chr. wird Pylos zerstört und anschließend nicht mehr kontinuierlich besiedelt. Auch zahlreiche weitere messenische Siedlungen werden in dieser Zeit aufgegeben, so dass Messenien ab dem 12. Jahrhundert v. Chr. nach heutigem Forschungsstand größtenteils entvölkert wirkt. Die Ursache für diesen drastischen Einschnitt ist bis heute ungeklärt. Als sicher gilt, dass er in Zusammenhang mit den Zerstörungen anderer mykenischer Zentren und vieler Siedlungen auf dem griechischen Festland zu sehen ist. Die Linear-B-Dokumente machen deutlich, dass kurz vor der Katastrophe die Küstenabschnitte stark bewacht wurden, woraus die herrschende Forschungsmeinung eine konkrete Bedrohung von See ableitet. Ursache könnte demnach eventuell ein Überfall der sog. Seevölker gewesen sein, aber auch ein Angriff anderer mykenischer Staaten, Aufstände oder Naturkatastrophen wurden in Betracht gezogen. Kaum noch als Ursache vertreten wird dagegen mehr die „Dorische Wanderung“, die mittlerweile zumeist erst ab dem späten 11. Jahrhundert angesetzt wird und sich in der späteren Tradition möglicherweise in der „Rückkehr der Herakliden“ widerspiegelt. Die Herakliden sollen demnach auch Messenien eingenommen haben. Arkadien, so die Sage, sei damals von Dorern unter Kresphontes erobert worden, von wo sie nach Messenien eingefallen und im Norden den Ort Stenyklaros zu ihrer Hauptstadt gemacht hätten, nach dem die erwähnte Landschaft am Pamisos benannt ist. Aus der Vermischung der dorischen Einwanderer, deren Dialekt übernommen wurde, mit den Einheimischen entstand, so die sehr viel spätere Überlieferung, das Volk der Messenier, das sich an der Pamisos-Quelle, auf dem Berg Ithome und in Longa Kultstätten errichtete. Unter Kresphontes Regierung wurde Messenien in fünf Teile geteilt; er hat ferner bei der Einrichtung des neuen Staates den alten Bewohnern mit den einwandernden Doriern gleiche Rechte gegeben. Die Vereinbarung mit den alten Bewohnern wurde ohne Rücksprache mit den Dorern getroffen, was zu Konflikten führte. Kresphontes versuchte, das Geschehene ungeschehen zu machen und die Vorherrschaft der Dorer wiederherzustellen. Er wurde getötet, und zwei seiner Söhne, die sich mit ihrem Großvater mütterlicherseits, Kypselos, in Trapezus in Arkadien aufhielten, übernahmen ebenfalls die Kontrolle über den Feind und töteten ihn; der jüngste, Aipytos, wurde jedoch gerettet. Er wurde später von den Arkadern und von seinen Vettern in sein väterliches Erbe zurückgeführt und nach ihm hießen seine Nachkommen nicht mehr Herakliden, sondern Aipytiden.
Aus den sogenannten Dunklen Jahrhunderten stammen Funde aus der Siedlung Nichoria, die schon in der Endphase des Frühhelladikums bestand und neben Schichten aus dem Mittel- und Späthelladikum auch Gebäude aus protogeometrischer und geometrischer Zeit (10.–8. Jahrhundert v. Chr.) aufweist.

#### Spartanische Herrschaft
Wohl im 8./7. Jahrhundert v. Chr. spitzten sich Rivalitäten mit dem benachbarten Sparta zu, die in den Ersten Messenischen Krieg  mündeten. Obwohl der messenische König Euphaes und sein Nachfolger Aristodemos energischen Widerstand leisteten, soll dieser Krieg nach rund 20 Jahren um 720 v. Chr. geendet haben.
Später, so heißt es, erhoben sich die Messenier unter Aristomenes erneut, sodass es zum Zweiten Messenischen Krieg kam. Die Messenier wurden dabei angeblich von Achaia, Elis und Argos unterstützt, waren aber machtlos gegen die Hoplitenphalanx der Spartaner. Der Krieg, der meist auf die Jahre 648–631 v. Chr. datiert wird, endete, nachdem den Spartanern nach elf Jahren Belagerung die Einnahme der Stadt Eira gelungen war. Die überlebenden Messenier, soweit sie nicht außer Landes geflohen waren, wurden nicht einfach zu rechtlosen Heloten gemacht, sondern in die spartanische Gesellschaft integriert, wobei ihre genaue Stellung und ihr Verhältnis zu den Heloten komplex und umstritten ist. Während ältere Darstellungen von einer vollständigen Versklavung als Heloten ausgehen, betont die neuere Forschung die verschiedenen Grade ihrer Integration und die Herausbildung einer eigenständigen messenischen Identität.
Zu beachten ist dabei, dass bislang keine Belege dafür vorliegen, dass sich „die Messenier“ zu dieser Zeit als eine Einheit begriffen; im Gegenteil scheinen die Erfolge der Spartaner nur deshalb möglich gewesen zu sein, weil das Land in viele kleine Gemeinwesen zerfallen war.
Die Historizität der ersten beiden messenischen Kriege wird in der neueren Forschung angezweifelt.
Die Vorstellung einer einheitlichen Gruppe messenischer Heloten ist eine Vereinfachung. Die Unterscheidung zwischen Heloten, die sich als Messenier identifizierten, und solchen, die sich in die spartanische Ordnung integrierten, ist entscheidend. Sparta fürchtete daher beständig eine Revolte; nicht zu Unrecht: Zu einem erneuten Aufstand kam es im Jahr 464 v. Chr., als ein schweres Erdbeben die Stadt Sparta verwüstete und die Messenier die Gunst der Stunde für einen Befreiungskampf nutzten. Dieser Aufstand hatte auch gesamtgriechische Bedeutung, da Sparta ein Hilfsangebot Athens, dem alten Verbündeten aus den Perserkriegen, ablehnte, was den Gegensatz zwischen den beiden mächtigen Stadtstaaten vertiefte. Dieser Konflikt, auch als Dritter Messenischer Krieg bezeichnet, trug maßgeblich zur Entstehung einer eigenständigen messenischen Identität bei, da Athen die Rebellen aktiv unterstützte und ihre Ansiedlung in Naupaktos ermöglichte. Die Aufständischen verschanzten sich erneut mehrere Jahre lang in Ithome, hatten aber gegen die Spartaner auf Dauer keine Chance. Immerhin erreichten sie, unter Vermittlung der Athener, dass ihnen freier Abzug gewährt wurde. Sie siedelten daraufhin in Nafpaktos in Lokris Ozolis, auf der anderen Seite des Korinthischen Golfs.

#### Unabhängigkeit von Sparta
Das Ende der Vormachtstellung Spartas wurde eingeläutet mit dem Vormarsch des Epaminondas von Theben auf die Peloponnes nach seinem Sieg bei Leuktra 371 v. Chr. Um Spartas Stellung zu schwächen, lud er exilierte Messenier ein, sich wieder in ihrer Heimat anzusiedeln und gründete dazu 369 v. Chr. die Stadt Messene, während er in Arkadien Megalopolis gründete, beides Bollwerke gegen etwaige spartanische Expansionsabsichten. Die Entwicklung einer eigenständigen messenischen Identität begann jedoch bereits im 5. Jahrhundert, gefördert durch die Unterstützung Athens und die kulturellen und religiösen Praktiken der Messenier, wie beispielsweise die Verbindungen zu den Mysterien von Eleusis. Die messenische Geschichtsschreibung, die Messeniaka, spielte ebenfalls eine wichtige Rolle bei der Konstruktion dieser Identität, indem sie die Geschichte der Messenier und ihren Widerstand gegen Sparta darstellte und ihre Identität festigte. Nach Ansicht der modernen Forschung wird die Vorstellung, dass sich erst mit der Gründung Messenes eine messenische Identität entwickelte, durch die neuere Forschung relativiert. Doch auch geeint war Messenien allein nicht stark genug, um sich im Rahmen der aufstrebenden Großmächte behaupten zu können. Daher suchte es starke Bündnispartner, wobei die Feindschaft mit Sparta stets prägend blieb. Zunächst hielt es sich an Philipp II. von Makedonien, so dass Messenien nicht am Kampf gegen ihn bei Chaironeia 338 v. Chr. teilnahm. Später wurde Messenien wichtiges Mitglied im Achaiischen Bund. Dem spartanischen Tyrannen Nabis gelang die Einnahme der Stadt, doch musste er sich wieder zurückziehen, als sich Philopoemen und Truppen aus Megalopolis näherten. Nun kam es zum Krieg mit dem Achaiischen Bund, in dessen Verlauf Philopoimen gefangen genommen und im Jahre 183 v. Chr. von den Messeniern hingerichtet wurde. Allerdings gelang dem achaiischen Feldherrn Lykortas im darauffolgenden Jahr die Einnahme Messenes, und die Messenier wurden gezwungen, sich dem Bund wieder anzuschließen, wobei die Städte Abia, Thuria und Pharai sich von Messenien lösten und autonome Mitglieder des Bundes wurden.

#### Im Römischen Reich
Unterdessen wurden die Römer zur dominierenden Macht in Griechenland; seit 146 v. Chr. fielen alle Gebiete des Achaiischen Bundes, also auch Messenien, faktisch in die Zuständigkeit des Statthalters von Macedonia und gerieten damit unter römische Herrschaft. Seit 27 v. Chr. war Messenien dann Teil der römischen Provinz Achaea. Da Sparta in den römischen Bürgerkriegen zwischen Octavian (dem späteren Kaiser Augustus) und Marcus Antonius auf Seiten Octavians kämpfte, gingen unter Augustus messenische Gebiete an Sparta. Mit dem Erbfeind Sparta, das von den Römern gewisse Freiheiten erhielt, stritten sich die Messenier in der Folge um den Besitz des Westhanges des Taygetos-Gebirges (der so genannte Ager Dentheliales); erst 25 n. Chr. entschieden Kaiser Tiberius und der römische Senat die Angelegenheit im Sinne der Messenier. Messenien gehörte mit der Provinz Achaea seit der Diokletianischen Reichsreform zur spätantiken Diözese Macedonia. Von Korinth aus verbreitete sich recht früh das Christentum in Messenien. 395 zogen Westgoten plündernd durch die Peloponnes, und nach 600 n. Chr. drangen Slawen bis hierher vor, wovon bis heute einige slawische Ortsnamen zeugen. Spätestens damit endete die Geschichte des antiken Messenien.

### Mittelalter und frühe Neuzeit
Von der Spätantike bis zum Beginn des 13. Jahrhunderts war Messenien Teil des Byzantinischen Reichs. Im vierten Kreuzzug eroberten Franken und Venezianer 1204 Konstantinopel. Sie gründeten das Lateinische Kaiserreich und dessen Vasallenstaaten auf der Peloponnes. Während der überwiegende Teil der Halbinsel zum Fürstentum Achaia gehörte, sicherte sich Venedig in Methone (Modon) einen strategisch wichtigen Stützpunkt. Im benachbarten Eurotastal hielt sich in Mistra ein Rest byzantinischer Herrschaft. Die Festungen von Methone/Modon, Kalamata, Koron und Pylos, die zum Teil bis heute erhalten sind, zeugen von den Auseinandersetzungen dieser Epoche. Im Jahr 1460 eroberten die Osmanen nahezu die gesamte Halbinsel, die damals Morea genannt wurde. Das venezianische Methone widerstand den Osmanen zunächst, wurde aber 1503 schließlich ebenfalls von ihnen erobert. Für die nächsten 300 Jahre war die Region eine eher unbedeutende Provinz im Osmanischen Reich. Ab 1821 erhoben sich die Griechen mit Unterstützung Englands, Frankreichs und Russlands und erkämpften ihre Unabhängigkeit. Der entscheidende Sieg im Griechischen Aufstand war die Schlacht von Navarino, unmittelbar vor der Küste Messeniens.

### Neuzeit
Nach der Gründung des modernen Griechenland war Messenien von 1833 bis 2010 fast ununterbrochen eine eigene Präfektur (gr. nomos νομός). Seit der griechischen Verwaltungsreform von 2010 bildet es einen Regionalbezirk mit dem Zentrum Kalamata.

## Antike Stätten
- Messene
- Nichoria
- Palast des Nestor bei Pylos
- Pharai